# Chasmodia anophrys
Chasmodia anophrys är en skalbaggsart som beskrevs av Friedrich Ohaus 1914. 
Chasmodia anophrys ingår i släktet Chasmodia och familjen Rutelidae. Inga underarter finns listade i Catalogue of Life.